# Pagig
Pagig est une ancienne commune suisse du canton des Grisons, située dans la région de Plessur.
Elle a fusionné avec la commune de Sankt Peter pour former la commune de Sankt Peter-Pagig en 2008 puis a intégré Arosa en 2013.

## Notes et références

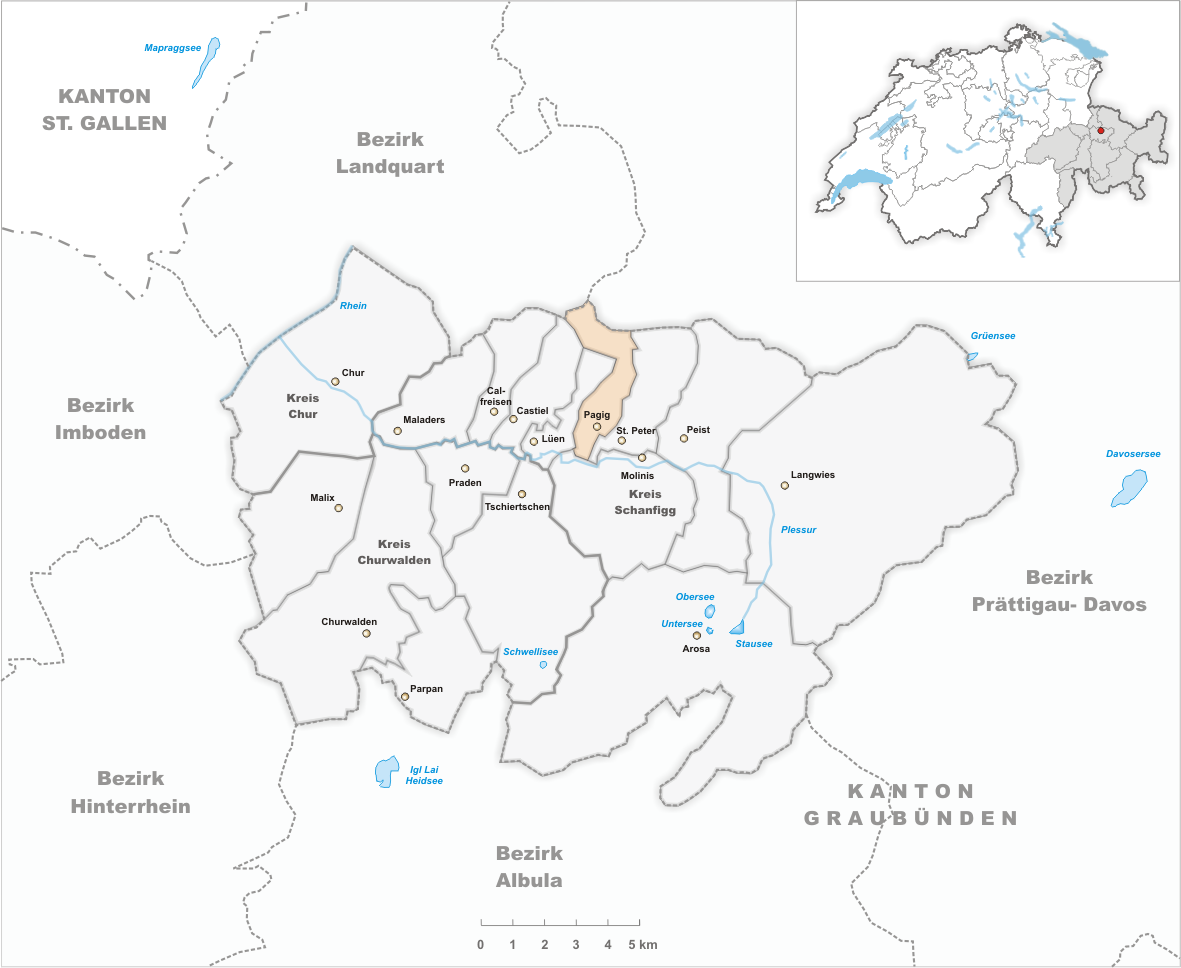
Territoire de l'ancienne commune de Pagig